# 濟州島石爺

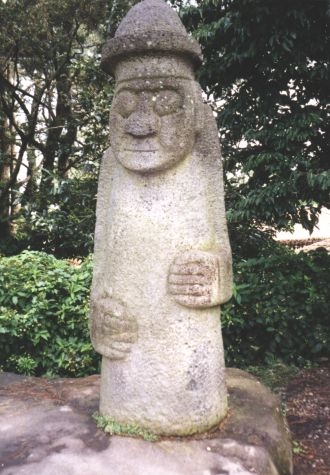
濟州島石爺

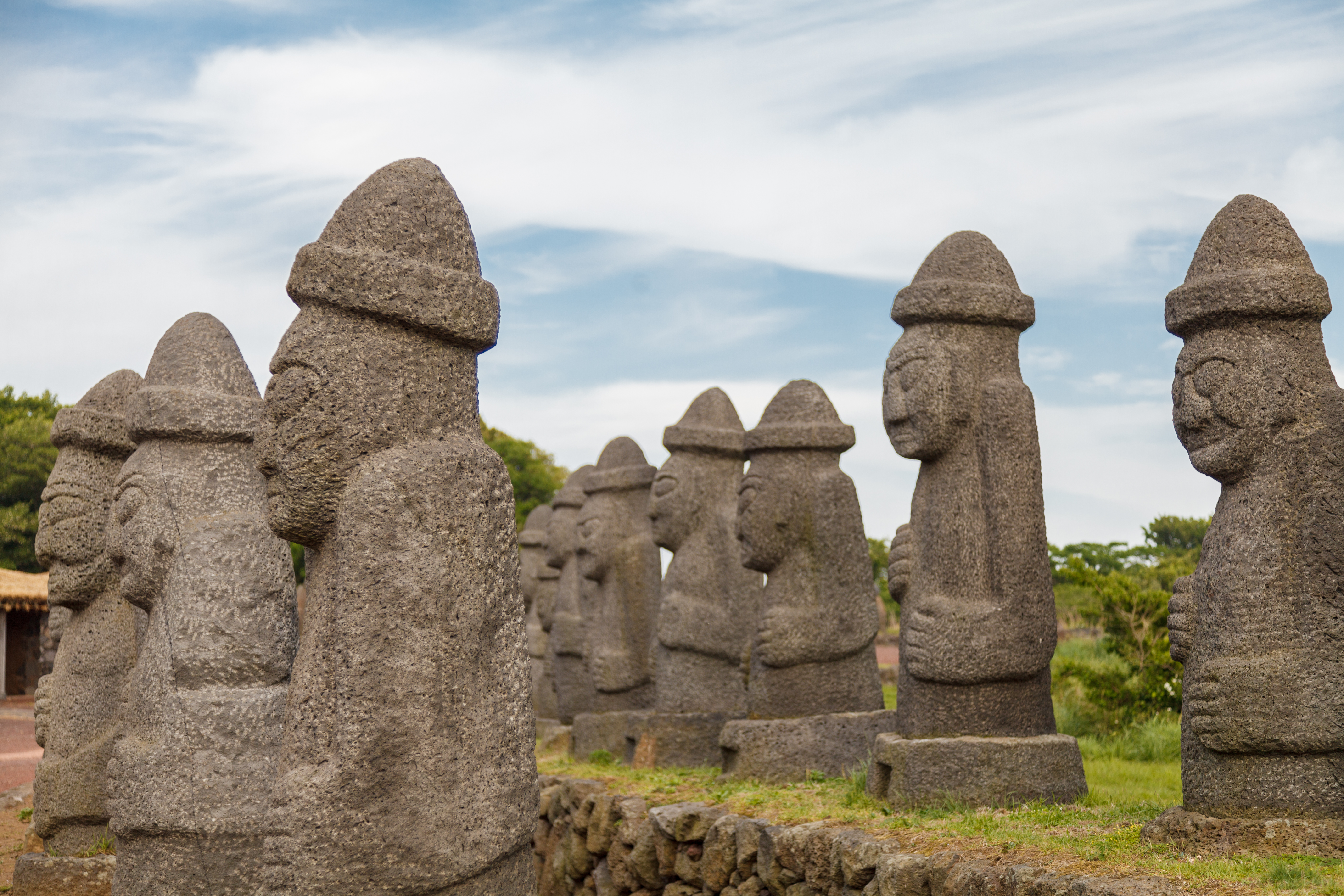
济州岛石爷

濟州島石爺（韓語：돌하르방），又称石翁、石头老公公。指的是韓國濟州島的一種特有的石像。在韓國濟州島方言裡，「돌하르방」意思是「石製的爺君」。

## 历史
濟州島石爺最早建造的時間約在朝鮮王朝時期的1754年左右。除「돌하르방」這個名字外，還有「벅수머리」、武石木（무성목）、偶石木（우성목）、濟州島翁仲石（옹중석）等稱呼。1971年，濟州民族資料第二號將該石像的正式名字定為「돌하르방」。
目前發現的石爺在濟州島各地大約有45個，其形狀和表情稍有不同。石爺的主要特徵是大眼睛、大鼻子，嘴唇緊閉，頭戴韓國傳統的帽子，兩手合於腹部，平均高度為180厘米。
石爺是濟州島的象徵，立於街道的入口，根據濟州島島民的說法，石爺不僅可以充當守護神，也兼備施展魔術的宗教機能。與濟州島石爺類似的石像在夏威夷和太平洋諸島嶼上皆有發現。

## 外部連結
- 濟州的象徵：濟州島石爺 （页面存档备份，存于） 濟州特別自治道官方網站